# IOS 18
iOS 18は、Appleが開発しているモバイルオペレーティングシステムiOSの18番目のメジャーリリースである。開発者向けβ版は、発表当日の2024年6月11日（日本時間）に配信され、正式リリース版が2024年9月16日（日本時間17日）から配信開始された。

## 概要
2024年6月11日、WWDC 2024で発表された。対応端末はiPhone XS/XS Max以降のiPhoneで、iOS 17対象の全てのモデルがサポートされる。

## 新機能・変更点

### Apple Intelligence
Apple Intelligence（アップル インテリジェンス）が、プライバシー保護に配慮し、パーソナルコンテキストを理解する、独自開発した生成モデルを据えるパーソナルインテリジェンスシステム（人工知能プラットフォーム）として、iOS 18.1、iPadOS 18.1、macOS Sequoia 15.1以降でのベータ版として応用した多数の機能が発表された。
新しいSiriから、外部のChatGPT-4oをOpenAIのアカウントや契約無しで利用することも可能となる。2024年10月からアメリカ英語でのベータテストが始まり、イギリス英語、オーストラリア英語、カナダ英語、ニュージーランド英語、南アフリカ英語は同年12月から、2025年3月31日リリースのiOS 18.4からフランス語、ドイツ語、イタリア語、ポルトガル語、スペイン語、日本語、韓国語、簡体字中国語、インド英語、シンガポール英語に対応している。iPhoneシリーズにおいてはiPhone 15 Pro/15 Pro Max、16/16Plus、16 Pro/16 Pro Max、16eの計7機種で試験的にサポートされている。

### ホーム画面とロック画面

#### ホーム画面
ホーム画面のアプリやウィジェットを（上段から左詰めにすることなく）画面上の自由な位置に配置する事が可能となった。また、アプリアイコンがダークモードによって黒基調の色彩に変更できたり、任意の色に変更できるオプションやアプリ名の表示を消してアイコンを大きくするオプションが追加された。

#### ロック画面
ロック画面の下に表示されるアイコンの変更と用途が変更可能になった（iPhone SE (第2世代)/iPhone SE (第3世代)を除く）。

### アプリのロック
"設定"や"探す"などを除くほとんどのアプリでFace ID、Touch ID、パスコードでのロック機能に対応したほか、他人に見られたくないアプリを隠す機能などが搭載された。アプリをロックすると通知が自動的にオフとなる。なお「盗難デバイスの保護」が有効になっている場合は生体認証でのみアプリを開くことができる。

### コントロールセンター
新しくデザインされたコントロールセンター。これまでよりもさらに自由にカスタマイズ可能になり、「コントロールギャラリー」からアプリなどのコントロールを追加できるようになった。また、ボタンのサイズの変更やページを複数にすることも可能になった。さらに、ショートカット、他社製アプリのコントロールを追加することも可能となった。iOS 18.1で設定からレイアウトをリセットできるようになった。

### 写真
iOS 18では写真アプリが一新され、新しい表示方法に変更された。Apple Intelligenceを活用し、自動でアルバムを生成したり、音楽と共にスライドショーを作成する機能の機能向上とより一層複雑な検索キーワードに対応した検索機能や、意図しない写り込みを除去してくれるクリーンアップ機能などが搭載された。なお、iOS 18.2では従来に近い仕様（操作感）に戻されている。

### カメラ
ビデオ撮影の一時停止が可能になった。

### メール
一新されたデザインに変更され、「重要」「支払い」「プロモーション」などに自動で振り分ける機能が追加された。また、Apple Intelligenceを使用できるようになるため、メールの返信内容を校閲してくれたり自動で返信内容の提案や文体の変更を行なってくれる。

### メッセージ
新しいテキストスタイル（太文字、イタリック、下線、取り消し線など）に対応。リアクション機能であるTapbackも強化され、自分の写真から作成したステッカーや絵文字を使用できるようになった。さらに、「あとで送信」機能やRCSに対応した。
RCS対応により、iPhoneとAndroidの端末間でのメッセージ機能が強化され、SMSよりも高解像度の写真、動画、大きなサイズのファイル共有、音声メッセージ、絵文字リアクション、入力中のインジケーターの表示、既読機能、携帯電話もしくはWi-Fi経由でのメッセージ送信に対応した。

#### 衛星経由のメッセージ
iPhone 13以降の全モデルで、インターネット接続がない場合でも通信衛星を経由してiMessageやSMSを送受信できる機能が登場（「衛星経由の緊急SOS」とは別の機能）。Appleはこの機能をiPhone 14以降の全モデルで、アクティベーション後2年間は無料で提供している。

### 電話
電話とFaceTimeオーディオを録音する機能に対応した。さらに録音した音声を自動でテキストに変換する機能も実装された。

### 計算機
計算機アプリが大幅に強化され、通貨や単位の変換にも対応した。その他、縦画面での関数計算に対応し、「計算メモ」と呼ばれるメモに手書き、もしくは打ち込みで計算式を書くと自動的に計算したりグラフを表示したり、履歴などの機能が搭載された。計算メモを使用した場合、メモのページとして残される。

### Safari
Safariに関連項目について自動的に検索し表示してくれる機能やApple Intelligenceを活用した要約機能が追加された。「気をそらす項目を非表示」機能も追加され、広告などのコンテンツを一時的に削除することができる。

### AirPods
AirPods Pro 2が首振りによる操作に対応。「はい」なら縦に、「いいえ」なら横に首を振ることで人の多いところや話せない場面でもSiriが応答することが可能になった。iOS 18.1では一部の国と地域において、ヒアリングチェックとヒアリング補助機能が追加。この他、米国とカナダを対象に聴覚保護機能が追加された。

### メモ
メモアプリで音声から自動で文章を書き出す機能やノートに手書き、もしくは打ち込みで計算式を書くと自動的に計算したりグラフを表示する機能が搭載された。その他、ハイライトの色や折りたたみ式の書式が追加された。

### Apple TVアプリ
TVアプリで「対話を強調」に対応。インサイト（英: InSight）と呼ばれる機能で映画の最中に、出演している俳優や音楽をリアルタイムで表示して、俳優の他の出演作品を表示したりApple Musicライブラリに追加したりする事が可能になった。

### パスワード
以前は設定アプリからアクセスできたiCloudキーチェーンが独立したアプリとなった。Webサイトやアプリのアカウント、パスキー、Wi-Fiのパスワードなどを管理することができる。このiCloudパスワードアプリはiPhone、iPad、Mac、Apple Vision Pro、Windowsに対応している。

### ゲームモード
macOS Sonomaで追加されたゲームモードと同様の機能に対応した。これにより、ゲーム時のゲームアプリ以外の動作を極力控えることでゲームパフォーマンスを向上させる。またBluetoothのポーリングレートを2倍に向上させることでコントローラーやAirPods Pro 2の接続遅延を軽減させる。

### マップ
高度表示に対応し、ハイキングコースをカスタマイズしたり、オリジナルのウォーキングやハイキングのルートの作成が可能になった。

### ウォレット
ウォレットに追加したパスに会場の案内やマップ、当日の天気などが表示できる機能が追加された。iOS 18.5にてマイナンバーカード搭載機能が実装された。

### ホーム
iPhoneをポケットに入れたまま、もしくはApple Watchを装着した状態であれば何も操作せずにロックされたドアのロックを解除できる機能が追加された。

### カレンダー
新しくなったデザインにより見やすさが向上したほか、リマインダーとの機能連携が可能になった。

### プライバシーとセキュリティ
アプリに共有する連絡先が、今までは全てを共有するかしないかの二択だったが、共有する連絡先を選択する機能が追加された。

### 緊急SOSライブビデオ
緊急通報時に接続している機関とビデオ通話を行う機能に対応した（911番を使用する国が対象。日本ではこれとは別にLive119などのWebサービスがある）。

### アクセシビリティ
「視線トラッキング」によって目線での操作に対応。その他、音楽に合わせiPhoneが振動する「ミュージックの触覚」、Siriが理解できる独自の発話音声を割り当ててタスクを実行させる「ボーカルショートカット」、自動車などに乗車中の乗り物酔いを軽減させるのに役立つ「車両モーションキュー」などの機能が追加された。

### デフォルトのアプリ
iOS 18.2ではデフォルトのアプリを管理する設定が追加され、以下の種類のアプリを対応の他社製アプリに変更することができる（※1はEUのデジタル市場法に対応するためで、日本を含めEU域外では変更不可。※2は18.2、※3は18.4で新規対応。括弧内はデフォルト）。
- アプリのインストール※1 (App Store)
- メール (メール)
- メッセージング※2 (メッセージ)
- 通話※2 (電話)
- 通話フィルタリング (なし)
- ナビゲーション※1 ※3 (マップ)
- ブラウザアプリ (Safari)
- 翻訳※3 (翻訳)
- パスワードとコード (パスワード)
- 非接触型アプリ※2 (ウォレット)
- キーボード

### 廃止機能
iOS 8で登場した他社製の旧式のウィジェットが廃止され使用できなくなった（iOS 14以降に対応のものについての変更はない）。

## バージョン
凡例:   過去のバージョン   最新のバージョン   最新のベータバージョン

### 正式版
iOS 18のバージョン
| バージョン | ビルド           | 配信日         | 更新内容 | ノート        |
| ---------- | ---------------- | -------------- | --- | ------------- |
| 18.0       | 22A3351          | 2024年9月20日  | - iPhone 16シリーズ向けの初期インストール版 |               |
| 18.0       | 22A3354          | 2024年9月17日  | | [ 23 ] [ 24 ] |
| 18.0.1     | 22A3370          | 2024年10月4日  | - 一部のiPhoneモデルで、メモリ割り当ての不具合によりパフォーマンスに影響が及ぶことがある問題の修正 その他のバグ修正・セキュリティアップデート | [ 21 ]        |
| 18.1       | 22B83            | 2024年10月28日 | - iPhone 16/16 Pro、iPhone 15 Pro/15 Pro MaxにおいてApple Intelligenceを利用できるようになる（米国英語版のみ）。 - 電話、FaceTimeオーディオ通話で通話録音が可能になる。 - iPhone 16シリーズのカメラコントロールで、素早くTrue Depthカメラに切り替えられる。 - iPhone 15 Pro/15 Pro Maxの空間カメラモードで、空間写真を空間ビデオの撮影と共に撮影できるようになる。 - コントロールセンターにコネクティビティコントロールを個別に追加したり、構成をリセットしたりできるようになる。 - iPhone 16/16 Proで予期せず再起動されることがある問題を修正。 | [ 25 ]        |
| 18.1.1     | 22B91            | 2024年11月19日 | セキュリティアップデート |               |
| 18.2       | 22C152           | 2024年12月12日 | - iPhone 16シリーズに搭載されているカメラコントロールの誤反応の修正や感度の向上。 - 写真アプリのUIの大幅な変更。 - Safariの新機能追加。 - セキュリティアップデート | [ 28 ]        |
| 18.2.1     | 22C161           | 2025年1月6日   | - 重要なバグ修正 |               |
| 18.3       | 22D63            | 2025年1月28日  | - 計算機の=による繰り返し計算機能が復活 - Apple Musicを閉じても曲の終盤まで再生される問題を修正 - アプリの権限を昇格させられるバグを修正。 | [ 29 ]        |
| 18.3       | 22D64            | 2025年2月4日   | - iPhone 11/11 Pro/11 Pro Max向けのバグ修正 |               |
| 18.3.1     | 22D72            | 2025年2月11日  | 物理的な攻撃によりロックされたiPhoneでUSBロックが解除される問題を修正 |               |
| 18.3.2     | 22D82 \| 22D8082 | 2025年3月11日  | - 一部ストリーミングアプリの不具合の解消、重要なバグ修正 - セキュリティアップデート |               |
| 18.4       | 22E240           | 2025年3月31日  | - Apple Intelligence - 日本語に対応 - 作文ツールで書き換え・校正・要約が可能 - ChatGPTと連携（Siriや作文ツールから利用可能、匿名OK） - 写真アプリ - 説明するだけで写真やビデオを検索 - 写真内の邪魔な要素を削除可能 - 自動でストーリー（メモリームービー）を生成 - その他 - Apple Vision Pro向けアプリの追加 - ホームアプリでロボット掃除機の操作が可能に（Matter対応） - 新たに10言語がシステム言語に追加 - セキュリティアップデート | [ 33 ]        |
| 18.4.1     | 22E252           | 2025年4月16日  | - セキュリティアップデート |               |
| 18.5       | 22F76            | 2025年5月12日  | - セキュリティアップデート - 新しい壁紙の追加 | [ 36 ]        |
| 18.6       | 22G86            | 2025年7月29日  | - セキュリティアップデート - バグの修正 | [ 38 ]        |
| 18.6.1     | 22G90            | 2025年8月14日  | - watchOS 11.6.1と合わせ、血中酸素測定値がiPhone上で計算され、ヘルスケアアプリで表示される米国ユーザ対象アップデート |               |
| 18.6.2*    | 22G100           | 2025年8月20日  | - セキュリティアップデート |               |

（注：全て日本時間）

## 対応端末
以下は、iOS 18に対応している端末の一覧である。

### iPhone
- iPhone XS/XS Max
- iPhone XR
- iPhone 11
- iPhone 11 Pro/11 Pro Max
- iPhone SE (第2世代)
- iPhone 12/12 mini
- iPhone 12 Pro/12 Pro Max
- iPhone 13/13 mini
- iPhone 13 Pro/13 Pro Max
- iPhone SE (第3世代)
- iPhone 14/14 Plus
- iPhone 14 Pro/14 Pro Max
- iPhone 15/15 Plus
- iPhone 15 Pro/15 Pro Max
- iPhone 16/16 Plus
- iPhone 16 Pro/16 Pro Max
- iPhone 16e